# اینتل ۸۰۳۸۶
اینتل ۸۰۳۸۶ یا i۳۸۶ یا به اختصار ۳۸۶ یک ریزپردازنده ۳۲ بیتی است که در سال ۱۹۸۵ معرفی شد. نسخه‌های اولیه آن ۲۷۵۰۰۰ ترانزیستور داشتند و واحد پردازش مرکزی تعدادی از ایستگاه‌های کاری و رایانه‌های شخصی بودند.
۸۰۳۸۶ می‌تواند اکثر کدهای نوشته شده برای ریزپردازنده‌های قدیمی‌تر ۱۶ بیتی مانند ۸۰۲۸۶ و ۸۰۸۶ را اجرا کند. (با پیروی از همین رسم، پردازنده‌های مدرن اکس۸۶ ۶۴ بیتی می‌توانند بیشتر برنامه‌هایی که برای پیشینیان ۳۲ بیتی نوشته شده را اجرا کنند) اولین رایانهٔ شخصی که از i386 استفاده می‌کرد، توسط کامیک طراحی و تولید شد. در می ۲۰۰۶ اینتل اعلام کرد که تولید ۸۰۳۸۶ تا پایان سپتامبر ۲۰۰۷ متوقف خواهد شد. اما اینتل و دیگران استفاده از این ریزپردازنده را در سامانه‌های نهفته و تلفن همراه‌ها تا مدتی ادامه دادند.

## مشکلات اولیه
طرح اولیه اینتل ارائه این پردازنده در سرعت ۱۶ مگاهرتز بود. اما به علت مشکلاتی نهایتاً پردازنده با سرعت ۱۲٫۵ مگاهرتز معرفی شد. 
اوایل تولید، اینتل مداری را در بعضی از ریزپردازنده‌ها پیدا کرد که باعث می‌شد ضرب ۳۲ بیتی نتایج اشتباهی بدهد. تمام تراشه‌های تولید شده تحت تأثیر این مشکل قرار نگرفته بودند؛ اما اینتل پردازنده‌هایش را آزمایش کرد و آنهایی که بدون مشکل بودند را با دو سیگما و سایرین را با عبارت 16 BIT S/W ONLY نشانه‌گذاری کرد. تمام پردازنده‌ها بخوبی فروخته شدند چرا که آن زمان ۳۲ بیت بودن برای اکثر کاربران حیاتی نبود. در حال حاضر این پردازنده‌های مشکل‌دار بشدت نادر هستند. 

## معماری

### نوع داده‌های ۸۰۳۸۶
این انواع داده‌ها مستقیماً پشتیبانی می‌شوند و در نتیجه توسط یک یا چند کد ماشین ۸۰۳۸۶ پیاده‌سازی شده‌اند. این نوع داده‌ها اینجا توضیح داده شده‌اند.
- بیت: نوع دادهٔ بولی، بیت فیلد (گروهی از حداکثر ۳۲ بیت) و رشته‌ای از بیت‌ها (تا طول چهار گیگابیت).
- عدد صحیح ۸ بیتی (بایت)، علامت‌دار (از -۱۲۸ تا ۱۲۷) یا بی‌علامت (از ۰ تا ۲۵۵).
- عدد صحیح ۱۶ بیتی، علامت‌دار یا بی‌علامت
- عدد صحیح ۳۲ بیتی، علامت‌دار یا بی‌علامت
- عدد صحیح ۶۴ بیتی، علامت‌دار یا بی‌علامت
- آفست، یک تغییرمکان ۱۶ یا ۳۲ بیتی که به یک مکان حافظه اشاره می‌کند
- اشاره‌گر، یک انتخاب‌کننده ۱۶ بیتی با یک آفست ۱۶ یا ۳۲ بیتی
- نویسه (کد نویسهٔ ۸ بیتی)
- رشته، یک توالی از کلمات ۸، ۱۶ یا ۳۲ بیتی (با طول حداکثر ۴ گیگابیت)
- BCD، ارقام ده‌دهی(۰ تا ۹)
- Packed BCD، دو رقم ده‌دهی در یک بایت(۰ تا ۹۹)

|  |  |  |